# 24 ur Le Mansa 2018
24 ur Le Mansa 2018 je bila šestinosemdeseta vzdržljivostna dirka 24 ur Le Mansa. Potekala je 16. in 17. junija 2018 na dirkališču Circuit de la Sarthe v Le Mansu. Zmagali so Sébastien Buemi, Kazuki Nakadžima in Fernando Alonso z dirkalnikom Toyota TS050 Hybrid iz moštva Toyota Gazoo Racing.

## Kvalifikacije
| Poz | Razred    | Št | Moštvo                     | Čas 1. dne | Čas 2. dne | Čas 3. dne | Zaostanek | Št. m. |
| --- | --------- | -- | -------------------------- | ---------- | ---------- | ---------- | --------- | ------ |
| 1   | LMP1      | 8  | Toyota Gazoo Racing        | 3:17,270   | 3:18,021   | 3:15,377   |           | 1      |
| 2   | LMP1      | 7  | Toyota Gazoo Racing        | 3:17,377   | 3:19,860   | 3:17,523   | +2,000    | 2      |
| 3   | LMP1      | 1  | Rebellion Racing           | 3:19,662   | 3:23,261   | 3:19,449   | +4,072    | 3      |
| 4   | LMP1      | 17 | SMP Racing                 | 3:19,483   | 3:27,288   | 3:22,121   | +4,106    | 4      |
| 5   | LMP1      | 3  | Rebellion Racing           | 3:19,945   | 3:22,000   | 3:24,156   | +4,568    | 5      |
| 6   | LMP1      | 10 | DragonSpeed                | 3:21,110   | 4:05,947   | 3:23,413   | +5,733    | 6      |
| 7   | LMP1      | 11 | SMP Racing                 | 3:21,408   | 3:22,548   | No time    | +6,031    | 7      |
| 8   | LMP1      | 4  | ByKolles Racing Team       | 3:22,505   | 3:25,330   | 3:42,221   | +7,128    | 8      |
| 9   | LMP1      | 6  | CEFC TRSM Racing           | 3:30,339   | 3:24,343   | 3:23,757   | +8,380    | 9      |
| 10  | LMP2      | 48 | IDEC Sport                 | 3:24,956   | 3:29,270   | 3:24,842   | +9,465    | 10     |
| 11  | LMP2      | 31 | DragonSpeed                | 3:26,508   | 3:30,168   | 3:24,883   | +9,506    | 11     |
| 12  | LMP2      | 26 | G-Drive Racing             | 3:26,447   | 3:27,975   | 3:25,160   | +9,780    | 12     |
| 13  | LMP2      | 28 | TDS Racing                 | 3:25,240   | 3:25,291   | 3:38,752   | +9,863    | 13     |
| 14  | LMP1      | 5  | CEFC TRSM Racing           | 3:30,481   | 3:25,268   | 3:32,100   | +9,891    | 14     |
| 15  | LMP2      | 23 | Panis Barthez Competition  | 3:29,421   | 3:28,008   | 3:25,376   | +9,999    | 15     |
| 16  | LMP2      | 36 | Signatech Alpine Matmut    | 3:26,681   | 3:28,069   | 3:27,297   | +11,304   | 16     |
| 17  | LMP2      | 39 | Graff-SO24                 | 3:29,860   | 3:26,701   | 3:29,696   | +11,324   | 17     |
| 18  | LMP2      | 22 | United Autosports          | 3:26,772   | 3:32,989   | 3:27,646   | +11,395   | 18     |
| 19  | LMP2      | 38 | Jackie Chan DC Racing      | 3:27,999   | 3:31,581   | 3:27,120   | +11,743   | 19     |
| 20  | LMP2      | 37 | Jackie Chan DC Racing      | 3:27,468   | 3:40,074   | 3:27,226   | +11,849   | 20     |
| 21  | LMP2      | 40 | G-Drive Racing             | 3:31,291   | 3:27,280   | 3:27,503   | +11,903   | 21     |
| 22  | LMP2      | 47 | Cetilar Villorba Corse     | 3:27,993   | 3:28,292   | No time    | +12,616   | 22     |
| 23  | LMP2      | 29 | Racing Team Nederland      | 3:28,556   | 3:32,343   | 3:28,111   | +12,734   | 23     |
| 24  | LMP2      | 32 | United Autosports          | 3:30,347   | 3:28,159   | 3:29,299   | +12,782   | 24     |
| 25  | LMP2      | 35 | SMP Racing                 | 3:28,629   | 3:32,178   | 3:32,432   | +13,252   | 25     |
| 26  | LMP2      | 34 | Jackie Chan DC Racing      | 3:33,755   | 3:36,004   | 3:29,474   | +14,097   | 26     |
| 27  | LMP2      | 44 | Eurasia Motorsport         | 3:35,385   | 3:39,949   | 3:33,585   | +18,208   | 27     |
| 28  | LMP2      | 33 | Jackie Chan DC Racing      | 3:35,237   | 3:36,604   | 3:36,517   | +19,860   | 28     |
| 29  | LMP2      | 50 | Larbre Compétition         | 3:38,206   | 3:39,569   | 3:39,401   | +22,829   | 29     |
| 30  | LMP2      | 25 | Algarve Pro Racing         | 3:44,177   | 3:46,772   | 3:39,518   | +24,141   | 30     |
| 31  | LMGTE Pro | 91 | Porsche GT Team            | 3:47,504   | 3:51,150   | 3:50,141   | +32,127   | 31     |
| 32  | LMGTE Pro | 92 | Porsche GT Team            | 3:49,097   | 3:51,101   | 3:51,631   | +33,720   | 32     |
| 33  | LMGTE Pro | 66 | Ford Chip Ganassi Team UK  | 3:49,181   | 3:52,849   | 3:50,166   | +33,804   | 33     |
| 34  | LMGTE Pro | 51 | AF Corse                   | 3:49,854   | 3:53,032   | 3:49,494   | +34,117   | 34     |
| 35  | LMGTE Pro | 68 | Ford Chip Ganassi Team USA | 3:49,582   | 3:53,352   | 3:50,706   | +34,205   | 35     |
| 36  | LMGTE Pro | 93 | Porsche GT Team            | 3:50,261   | 3:49,621   | 3:49,589   | +34,212   | 36     |
| 37  | LMGTE Pro | 69 | Ford Chip Ganassi Team USA | 3:50,593   | 3:52,298   | 3:49,761   | +34,384   | 37     |
| 38  | LMGTE Pro | 94 | Porsche GT Team            | 3:50,089   | No time    | No time    | +34,712   | 38     |
| 39  | LMGTE Pro | 63 | Corvette Racing - GM       | 3:50,789   | 3:52,994   | 3:50,242   | +34,865   | 39     |
| 40  | LMGTE Pro | 71 | AF Corse                   | 3:50,669   | 3:53,998   | 3:50,246   | +34,869   | 40     |
| 41  | LMGTE Pro | 67 | Ford Chip Ganassi Team UK  | 3:50,429   | 3:53,883   | 3:52,292   | +35,052   | 41     |
| 42  | LMGTE Pro | 82 | BMW Team MTEK              | 3:50,579   | 3:53,999   | 3:52,123   | +35,202   | 42     |
| 43  | LMGTE Pro | 81 | BMW Team MTEK              | 3:50,596   | 3:55,150   | 3:53,078   | +35,219   | 43     |
| 44  | LMGTE Am  | 88 | Dempsey-Proton Racing      | 3:50,728   | 4:09,946   | 3:56,232   | +35,351   | 44     |
| 45  | LMGTE Pro | 64 | Corvette Racing - GM       | 3:50,952   | 3:52,923   | 3:51,124   | +35,575   | 45     |
| 46  | LMGTE Pro | 52 | AF Corse                   | 3:52,112   | 3:52,572   | 3:50,957   | +35,580   | 46     |
| 47  | LMGTE Am  | 86 | Gulf Racing UK             | 3:52,517   | 4:03,603   | 3:51,391   | +36,014   | 47     |
| 48  | LMGTE Am  | 77 | Dempsey-Proton Racing      | 3:51,930   | 4:09,835   | No time    | +36,553   | 48     |
| 49  | LMGTE Am  | 54 | Spirit of Race             | 3:52,756   | 3:51,956   | 3:56,496   | +36,579   | 49     |
| 50  | LMGTE Pro | 97 | Aston Martin Racing        | 3:52,486   | 3:55,424   | 3:53,534   | +37,109   | 50     |
| 51  | LMGTE Am  | 56 | Team Project 1             | 3:52,985   | 3:58,235   | 3:54,406   | +37,608   | 51     |
| 52  | LMGTE Am  | 90 | TF Sport                   | 3:55,661   | 4:01,710   | 3:53,070   | +37,693   | 52     |
| 53  | LMGTE Am  | 80 | Ebimotors                  | 3:55,569   | 3:58,072   | 3:53,402   | +38,025   | 53     |
| 54  | LMGTE Am  | 61 | Clearwater Racing          | 3:55,076   | 3:55,727   | 3:53,409   | +38,032   | 54     |
| 55  | LMGTE Am  | 84 | JMW Motorsport             | 3:54,384   | 3:53,439   | 3:58,615   | +38,062   | 55     |
| 56  | LMGTE Pro | 95 | Aston Martin Racing        | 3:54,780   | 3:56,630   | 3:53,523   | +38,146   | 56     |
| 57  | LMGTE Am  | 98 | Aston Martin Racing        | 3:54,307   | 3:58,707   | 3:53,817   | +38,440   | 57     |
| 58  | LMGTE Am  | 85 | Keating Motorsport         | 3:54,000   | 3:58,661   | 3:54,668   | +38,623   | 58     |
| 59  | LMGTE Am  | 99 | Proton Competition         | 4:03,107   | 3:54,720   | 3:54,953   | +39,343   | 59     |
| 60  | LMGTE Am  | 70 | MR Racing                  | 3:54,951   | 4:02,540   | 3:55,343   | +39,574   | 60     |

## Dirka
Zmagovalci svojega razreda so odebeljeni. Dirkalniki, ki niso uvrščeni (NC).
| Poz | Razred    | Št | Moštvo                     | Dirkači                                                 | Šasija                           | Gume | Krogi |
| Poz | Razred    | Št | Moštvo                     | Dirkači                                                 | Motor                            | Gume | Krogi |
| --- | --------- | -- | -------------------------- | ------------------------------------------------------- | -------------------------------- | ---- | ----- |
| 1   | LMP1      | 8  | Toyota Gazoo Racing        | Sébastien Buemi Kazuki Nakadžima Fernando Alonso        | Toyota TS050 Hybrid              | M    | 388   |
| 1   | LMP1      | 8  | Toyota Gazoo Racing        | Sébastien Buemi Kazuki Nakadžima Fernando Alonso        | Toyota 2.4 L Turbo V6            | M    | 388   |
| 2   | LMP1      | 7  | Toyota Gazoo Racing        | Mike Conway Kamui Kobajaši José María López             | Toyota TS050 Hybrid              | M    | 386   |
| 2   | LMP1      | 7  | Toyota Gazoo Racing        | Mike Conway Kamui Kobajaši José María López             | Toyota 2.4 L Turbo V6            | M    | 386   |
| 3   | LMP1      | 3  | Rebellion Racing           | Thomas Laurent Gustavo Menezes Mathias Beche            | Rebellion R13                    | M    | 376   |
| 3   | LMP1      | 3  | Rebellion Racing           | Thomas Laurent Gustavo Menezes Mathias Beche            | Gibson GL458 4.5 L V8            | M    | 376   |
| 4   | LMP1      | 1  | Rebellion Racing           | Bruno Senna André Lotterer Neel Jani                    | Rebellion R13                    | M    | 375   |
| 4   | LMP1      | 1  | Rebellion Racing           | Bruno Senna André Lotterer Neel Jani                    | Gibson GL458 4.5 L V8            | M    | 375   |
| 5   | LMP2      | 36 | Signatech Alpine Matmut    | Nicolas Lapierre Pierre Thiriet André Negrão            | Alpine A470                      | D    | 367   |
| 5   | LMP2      | 36 | Signatech Alpine Matmut    | Nicolas Lapierre Pierre Thiriet André Negrão            | Gibson GK428 4.2 L V8            | D    | 367   |
| 6   | LMP2      | 39 | Graff-SO24                 | Vincent Capillaire Jonathan Hirschi Tristan Gommendy    | Oreca 07                         | D    | 366   |
| 6   | LMP2      | 39 | Graff-SO24                 | Vincent Capillaire Jonathan Hirschi Tristan Gommendy    | Gibson GK428 4.2 L V8            | D    | 366   |
| 7   | LMP2      | 32 | United Autosports          | Hugo de Sadeleer Will Owen Juan Pablo Montoya           | Ligier JS P217                   | D    | 365   |
| 7   | LMP2      | 32 | United Autosports          | Hugo de Sadeleer Will Owen Juan Pablo Montoya           | Gibson GK428 4.2 L V8            | D    | 365   |
| 8   | LMP2      | 37 | Jackie Chan DC Racing      | Jazeman Jaafar Nabil Jeffri Weiron Tan                  | Oreca 07                         | D    | 361   |
| 8   | LMP2      | 37 | Jackie Chan DC Racing      | Jazeman Jaafar Nabil Jeffri Weiron Tan                  | Gibson GK428 4.2 L V8            | D    | 361   |
| 9   | LMP2      | 31 | DragonSpeed                | Roberto González Pastor Maldonado Nathanaël Berthon     | Oreca 07                         | M    | 360   |
| 9   | LMP2      | 31 | DragonSpeed                | Roberto González Pastor Maldonado Nathanaël Berthon     | Gibson GK428 4.2 L V8            | M    | 360   |
| 10  | LMP2      | 38 | Jackie Chan DC Racing      | Ho-Pin Tung Gabriel Aubry Stéphane Richelmi             | Oreca 07                         | D    | 356   |
| 10  | LMP2      | 38 | Jackie Chan DC Racing      | Ho-Pin Tung Gabriel Aubry Stéphane Richelmi             | Gibson GK428 4.2 L V8            | D    | 356   |
| 11  | LMP2      | 29 | Racing Team Nederland      | Giedo van der Garde Jan Lammers Frits van Eerd          | Dallara P217                     | M    | 356   |
| 11  | LMP2      | 29 | Racing Team Nederland      | Giedo van der Garde Jan Lammers Frits van Eerd          | Gibson GK428 4.2 L V8            | M    | 356   |
| 12  | LMP2      | 33 | Jackie Chan DC Racing      | David Cheng Nicholas Boulle Jacques Nicolet             | Ligier JS P217                   | D    | 355   |
| 12  | LMP2      | 33 | Jackie Chan DC Racing      | David Cheng Nicholas Boulle Jacques Nicolet             | Gibson GK428 4.2 L V8            | D    | 355   |
| 13  | LMP2      | 23 | Panis Barthez Competition  | Julien Canal Thimothé Buret Will Stevens                | Ligier JS P217                   | M    | 352   |
| 13  | LMP2      | 23 | Panis Barthez Competition  | Julien Canal Thimothé Buret Will Stevens                | Gibson GK428 4.2 L V8            | M    | 352   |
| 14  | LMP2      | 35 | SMP Racing                 | Viktor Šajtar Harrison Newey Norman Nato                | Dallara P217                     | D    | 345   |
| 14  | LMP2      | 35 | SMP Racing                 | Viktor Šajtar Harrison Newey Norman Nato                | Gibson GK428 4.2 L V8            | D    | 345   |
| 15  | LMGTE Pro | 92 | Porsche GT Team            | Michael Christensen Kévin Estre Laurens Vanthoor        | Porsche 911 RSR                  | M    | 344   |
| 15  | LMGTE Pro | 92 | Porsche GT Team            | Michael Christensen Kévin Estre Laurens Vanthoor        | Porsche 4.0 L Flat-6             | M    | 344   |
| 16  | LMGTE Pro | 91 | Porsche GT Team            | Richard Lietz Gianmaria Bruni Frédéric Makowiecki       | Porsche 911 RSR                  | M    | 343   |
| 16  | LMGTE Pro | 91 | Porsche GT Team            | Richard Lietz Gianmaria Bruni Frédéric Makowiecki       | Porsche 4.0 L Flat-6             | M    | 343   |
| 17  | LMGTE Pro | 68 | Ford Chip Ganassi Team USA | Joey Hand Dirk Müller Sébastien Bourdais                | Ford GT                          | M    | 343   |
| 17  | LMGTE Pro | 68 | Ford Chip Ganassi Team USA | Joey Hand Dirk Müller Sébastien Bourdais                | Ford EcoBoost 3.5 L Turbo V6     | M    | 343   |
| 18  | LMGTE Pro | 67 | Ford Chip Ganassi Team UK  | Harry Tincknell Andy Priaulx Tony Kanaan                | Ford GT                          | M    | 343   |
| 18  | LMGTE Pro | 67 | Ford Chip Ganassi Team UK  | Harry Tincknell Andy Priaulx Tony Kanaan                | Ford EcoBoost 3.5 L Turbo V6     | M    | 343   |
| 19  | LMGTE Pro | 63 | Corvette Racing - GM       | Jan Magnussen Antonio García Mike Rockenfeller          | Chevrolet Corvette C7.R          | M    | 342   |
| 19  | LMGTE Pro | 63 | Corvette Racing - GM       | Jan Magnussen Antonio García Mike Rockenfeller          | Chevrolet 5.5 L V8               | M    | 342   |
| 20  | LMP2      | 47 | Cetilar Villorba Corse     | Roberto Lacorte Giorgio Sernagiotto Felipe Nasr         | Dallara P217                     | D    | 342   |
| 20  | LMP2      | 47 | Cetilar Villorba Corse     | Roberto Lacorte Giorgio Sernagiotto Felipe Nasr         | Gibson GK428 4.2 L V8            | D    | 342   |
| 21  | LMGTE Pro | 52 | AF Corse                   | Toni Vilander Pipo Derani Antonio Giovinazzi            | Ferrari 488 GTE Evo              | M    | 341   |
| 21  | LMGTE Pro | 52 | AF Corse                   | Toni Vilander Pipo Derani Antonio Giovinazzi            | Ferrari F154CB 3.9 L Turbo V8    | M    | 341   |
| 22  | LMGTE Pro | 66 | Ford Chip Ganassi Team UK  | Stefan Mücke Olivier Pla Billy Johnson                  | Ford GT                          | M    | 340   |
| 22  | LMGTE Pro | 66 | Ford Chip Ganassi Team UK  | Stefan Mücke Olivier Pla Billy Johnson                  | Ford EcoBoost 3.5 L Turbo V6     | M    | 340   |
| 23  | LMGTE Pro | 51 | AF Corse                   | James Calado Alessandro Pier Guidi Daniel Serra         | Ferrari 488 GTE Evo              | M    | 339   |
| 23  | LMGTE Pro | 51 | AF Corse                   | James Calado Alessandro Pier Guidi Daniel Serra         | Ferrari F154CB 3.9 L Turbo V8    | M    | 339   |
| 24  | LMGTE Pro | 95 | Aston Martin Racing        | Nicki Thiim Marco Sørensen Darren Turner                | Aston Martin Vantage AMR         | M    | 339   |
| 24  | LMGTE Pro | 95 | Aston Martin Racing        | Nicki Thiim Marco Sørensen Darren Turner                | Aston Martin 4.0 L Turbo V8      | M    | 339   |
| 25  | LMGTE Pro | 71 | AF Corse                   | Davide Rigon Sam Bird Miguel Molina                     | Ferrari 488 GTE Evo              | M    | 338   |
| 25  | LMGTE Pro | 71 | AF Corse                   | Davide Rigon Sam Bird Miguel Molina                     | Ferrari F154CB 3.9 L Turbo V8    | M    | 338   |
| 26  | LMGTE Am  | 77 | Dempsey-Proton Racing      | Matt Campbell Christian Ried Julien Andlauer            | Porsche 911 RSR                  | M    | 335   |
| 26  | LMGTE Am  | 77 | Dempsey-Proton Racing      | Matt Campbell Christian Ried Julien Andlauer            | Porsche 4.0 L Flat-6             | M    | 335   |
| 27  | LMGTE Am  | 54 | Spirit of Race             | Thomas Flöhr Francesco Castellacci Giancarlo Fisichella | Ferrari 488 GTE                  | M    | 335   |
| 27  | LMGTE Am  | 54 | Spirit of Race             | Thomas Flöhr Francesco Castellacci Giancarlo Fisichella | Ferrari F154CB 3.9 L Turbo V8    | M    | 335   |
| 28  | LMGTE Pro | 93 | Porsche GT Team            | Patrick Pilet Nick Tandy Earl Bamber                    | Porsche 911 RSR                  | M    | 334   |
| 28  | LMGTE Pro | 93 | Porsche GT Team            | Patrick Pilet Nick Tandy Earl Bamber                    | Porsche 4.0 L Flat-6             | M    | 334   |
| 29  | LMGTE Am  | 85 | Keating Motorsports        | Ben Keating Jeroen Bleekemolen Luca Stolz               | Ferrari 488 GTE                  | M    | 334   |
| 29  | LMGTE Am  | 85 | Keating Motorsports        | Ben Keating Jeroen Bleekemolen Luca Stolz               | Ferrari F154CB 3.9 L Turbo V8    | M    | 334   |
| 30  | LMGTE Am  | 99 | Proton Competition         | Patrick Long Tim Pappas Spencer Pumpelly                | Porsche 911 RSR                  | M    | 334   |
| 30  | LMGTE Am  | 99 | Proton Competition         | Patrick Long Tim Pappas Spencer Pumpelly                | Porsche 4.0 L Flat-6             | M    | 334   |
| 31  | LMGTE Am  | 84 | JMW Motorsport             | Liam Griffin Cooper MacNeil Jeffrey Segal               | Ferrari 488 GTE                  | M    | 332   |
| 31  | LMGTE Am  | 84 | JMW Motorsport             | Liam Griffin Cooper MacNeil Jeffrey Segal               | Ferrari F154CB 3.9 L Turbo V8    | M    | 332   |
| 32  | LMGTE Am  | 80 | Ebimotors                  | Fabio Babini Christina Nielsen Erik Maris               | Porsche 911 RSR                  | M    | 332   |
| 32  | LMGTE Am  | 80 | Ebimotors                  | Fabio Babini Christina Nielsen Erik Maris               | Porsche 4.0 L Flat-6             | M    | 332   |
| 33  | LMP2      | 50 | Larbre Compétition         | Erwin Creed Romano Ricci Thomas Dagoneau                | Ligier JS P217                   | M    | 332   |
| 33  | LMP2      | 50 | Larbre Compétition         | Erwin Creed Romano Ricci Thomas Dagoneau                | Gibson GK428 4.2 L V8            | M    | 332   |
| 34  | LMGTE Pro | 81 | BMW Team MTEK              | Nicky Catsburg Martin Tomczyk Philipp Eng               | BMW M8 GTE                       | M    | 332   |
| 34  | LMGTE Pro | 81 | BMW Team MTEK              | Nicky Catsburg Martin Tomczyk Philipp Eng               | BMW S63 4.0 L Turbo V6           | M    | 332   |
| 35  | LMGTE Am  | 56 | Team Project 1             | Jörg Bergmeister Patrick Lindsey Egidio Perfetti        | Porsche 911 RSR                  | M    | 332   |
| 35  | LMGTE Am  | 56 | Team Project 1             | Jörg Bergmeister Patrick Lindsey Egidio Perfetti        | Porsche 4.0 L Flat-6             | M    | 332   |
| 36  | LMGTE Am  | 61 | Clearwater Racing          | Matt Griffin Weng Sun Mok Keita Sava                    | Ferrari 488 GTE                  | M    | 332   |
| 36  | LMGTE Am  | 61 | Clearwater Racing          | Matt Griffin Weng Sun Mok Keita Sava                    | Ferrari F154CB 3.9 L Turbo V8    | M    | 332   |
| 37  | LMGTE Pro | 97 | Aston Martin Racing        | Alex Lynn Jonathan Adam Maxime Martin                   | Aston Martin Vantage AMR         | M    | 327   |
| 37  | LMGTE Pro | 97 | Aston Martin Racing        | Alex Lynn Jonathan Adam Maxime Martin                   | Aston Martin 4.0 L Turbo V8      | M    | 327   |
| 38  | LMGTE Am  | 70 | MR Racing                  | Olivier Beretta Eddie Cheever III Motoaki Išikava       | Ferrari 488 GTE                  | M    | 324   |
| 38  | LMGTE Am  | 70 | MR Racing                  | Olivier Beretta Eddie Cheever III Motoaki Išikava       | Ferrari F154CB 3.9 L Turbo V8    | M    | 324   |
| 39  | LMGTE Pro | 69 | Ford Chip Ganassi Team USA | Ryan Briscoe Richard Westbrook Scott Dixon              | Ford GT                          | M    | 324   |
| 39  | LMGTE Pro | 69 | Ford Chip Ganassi Team USA | Ryan Briscoe Richard Westbrook Scott Dixon              | Ford EcoBoost 3.5 L Turbo V6     | M    | 324   |
| 40  | LMP1      | 5  | CEFC TRSM Racing           | Charlie Robertson Michael Simpson Léo Roussel           | Ginetta G60-LT-P1                | M    | 289   |
| 40  | LMP1      | 5  | CEFC TRSM Racing           | Charlie Robertson Michael Simpson Léo Roussel           | Mecachrome V634P1 3.4 L Turbo V6 | M    | 289   |
| 41  | LMGTE Am  | 86 | Gulf Racing                | Mike Wainwright Ben Barker Alex Davison                 | Porsche 911 RSR                  | M    | 283   |
| 41  | LMGTE Am  | 86 | Gulf Racing                | Mike Wainwright Ben Barker Alex Davison                 | Porsche 4.0 L Flat-6             | M    | 283   |
| NC  | LMP2      | 44 | Eurasia Motorsport         | Andrea Bertolini Niclas Jönsson Tracy Krohn             | Ligier JS P217                   | D    | 334   |
| NC  | LMP2      | 44 | Eurasia Motorsport         | Andrea Bertolini Niclas Jönsson Tracy Krohn             | Gibson GK428 4.2 L V8            | D    | 334   |
| DNF | LMP1      | 11 | SMP Racing                 | Mihail Alešin Vitalij Petrov Jenson Button              | BR Engineering BR1               | M    | 315   |
| DNF | LMP1      | 11 | SMP Racing                 | Mihail Alešin Vitalij Petrov Jenson Button              | AER P60B 2.4 L Turbo V6          | M    | 315   |
| DNF | LMP2      | 48 | IDEC Sport                 | Paul Lafargue Paul-Loup Chatin Memo Rojas               | Oreca 07                         | M    | 312   |
| DNF | LMP2      | 48 | IDEC Sport                 | Paul Lafargue Paul-Loup Chatin Memo Rojas               | Gibson GK428 4.2 L V8            | M    | 312   |
| DNF | LMGTE Am  | 90 | TF Sport                   | Euan Hankey Charlie Eastwood Salih Yoluç                | Aston Martin V8 Vantage GTE      | M    | 304   |
| DNF | LMGTE Am  | 90 | TF Sport                   | Euan Hankey Charlie Eastwood Salih Yoluç                | Aston Martin 4.5 L V8            | M    | 304   |
| DNF | LMP2      | 22 | United Autosports          | Phil Hanson Paul di Resta Filipe Albuquerque            | Ligier JS P217                   | D    | 288   |
| DNF | LMP2      | 22 | United Autosports          | Phil Hanson Paul di Resta Filipe Albuquerque            | Gibson GK428 4.2 L V8            | D    | 288   |
| DNF | LMGTE Pro | 64 | Corvette Racing - GM       | Oliver Gavin Tommy Milner Marcel Fässler                | Chevrolet Corvette C7.R          | M    | 259   |
| DNF | LMGTE Pro | 64 | Corvette Racing - GM       | Oliver Gavin Tommy Milner Marcel Fässler                | Chevrolet 5.5 L V8               | M    | 259   |
| DNF | LMP1      | 10 | DragonSpeed                | Ben Hanley Henrik Hedman Renger van der Zande           | BR Engineering BR1               | M    | 244   |
| DNF | LMP1      | 10 | DragonSpeed                | Ben Hanley Henrik Hedman Renger van der Zande           | Gibson GL458 4.5 L V8            | M    | 244   |
| DNF | LMP2      | 25 | Algarve Pro Racing         | Mark Patterson Ate de Jong Tacksung Kim                 | Ligier JS P217                   | D    | 237   |
| DNF | LMP2      | 25 | Algarve Pro Racing         | Mark Patterson Ate de Jong Tacksung Kim                 | Gibson GK428 4.2 L V8            | D    | 237   |
| DNF | LMGTE Am  | 88 | Dempsey-Proton Racing      | Khaled Al Qubaisi Matteo Cairoli Giorgio Roda           | Porsche 911 RSR                  | M    | 225   |
| DNF | LMGTE Am  | 88 | Dempsey-Proton Racing      | Khaled Al Qubaisi Matteo Cairoli Giorgio Roda           | Porsche 4.0 L Flat-6             | M    | 225   |
| DNF | LMGTE Pro | 82 | BMW Team MTEK              | António Félix da Costa Alexander Sims Augusto Farfus    | BMW M8 GTE                       | M    | 223   |
| DNF | LMGTE Pro | 82 | BMW Team MTEK              | António Félix da Costa Alexander Sims Augusto Farfus    | BMW S63 4.0 L Turbo V6           | M    | 223   |
| DNF | LMP2      | 40 | G-Drive Racing             | James Allen José Gutiérrez Enzo Guibbert                | Oreca 07                         | D    | 197   |
| DNF | LMP2      | 40 | G-Drive Racing             | James Allen José Gutiérrez Enzo Guibbert                | Gibson GK428 4.2 L V8            | D    | 197   |
| DNF | LMP2      | 34 | Jackie Chan DC Racing      | Ricky Taylor Côme Ledogar David Heinemeier Hansson      | Ligier JS P217                   | D    | 195   |
| DNF | LMP2      | 34 | Jackie Chan DC Racing      | Ricky Taylor Côme Ledogar David Heinemeier Hansson      | Gibson GK428 4.2 L V8            | D    | 195   |
| DNF | LMP1      | 6  | CEFC TRSM Racing           | Oliver Rowland Alex Brundle Oliver Turvey               | Ginetta G60-LT-P1                | M    | 137   |
| DNF | LMP1      | 6  | CEFC TRSM Racing           | Oliver Rowland Alex Brundle Oliver Turvey               | Mecachrome V634P1 3.4 L Turbo V6 | M    | 137   |
| DNF | LMP1      | 17 | SMP Racing                 | Stéphane Sarrazin Matevos Isaakjan Jegor Orudžev        | BR Engineering BR1               | M    | 123   |
| DNF | LMP1      | 17 | SMP Racing                 | Stéphane Sarrazin Matevos Isaakjan Jegor Orudžev        | AER P60B 2.4 L Turbo V6          | M    | 123   |
| DNF | LMGTE Pro | 94 | Porsche GT Team            | Romain Dumas Timo Bernhard Sven Müller                  | Porsche 911 RSR                  | M    | 92    |
| DNF | LMGTE Pro | 94 | Porsche GT Team            | Romain Dumas Timo Bernhard Sven Müller                  | Porsche 4.0 L Flat-6             | M    | 92    |
| DNF | LMGTE Am  | 98 | Aston Martin Racing        | Paul Dalla Lana Mathias Lauda Pedro Lamy                | Aston Martin V8 Vantage GTE      | M    | 92    |
| DNF | LMGTE Am  | 98 | Aston Martin Racing        | Paul Dalla Lana Mathias Lauda Pedro Lamy                | Aston Martin 4.5 L V8            | M    | 92    |
| DNF | LMP1      | 4  | ByKolles Racing Team       | Oliver Webb Tom Dillmann Dominik Kraihamer              | ENSO CLM P1/01                   | M    | 65    |
| DNF | LMP1      | 4  | ByKolles Racing Team       | Oliver Webb Tom Dillmann Dominik Kraihamer              | Nismo VRX30A 3.0 L Turbo V6      | M    | 65    |
| DSQ | LMP2      | 26 | G-Drive Racing             | Roman Rusinov Andrea Pizzitola Jean-Éric Vergne         | Oreca 07                         | D    | 369   |
| DSQ | LMP2      | 26 | G-Drive Racing             | Roman Rusinov Andrea Pizzitola Jean-Éric Vergne         | Gibson GK428 4.2 L V8            | D    | 369   |
| DSQ | LMP2      | 28 | TDS Racing                 | François Perrodo Loïc Duval Matthieu Vaxivière          | Oreca 07                         | D    | 366   |
| DSQ | LMP2      | 28 | TDS Racing                 | François Perrodo Loïc Duval Matthieu Vaxivière          | Gibson GK428 4.2 L V8            | D    | 366   |